# Доброва при Дравограду
Доброва при Дравограду (словен. Dobrova pri Dravogradu) је насељено место у општини Дравоград, Корушка регија, Словенија.

## Историја
До територијалне реорганизације у Словенији била је у саставу старе општине Дравоград.

## Становништво
У попису становништва из 2011. године, Доброва при Дравограду је имала 155 становника.
| Број становника према пописима | Број становника према пописима | Број становника према пописима |
| ------------------------------ | ------------------------------ | ------------------------------ |
| 1991                           | 2002                           | 2011                           |
| 137                            | 170                            | 155                            |

Напомена: До 1955. исказивано под именом Доброва.